# Кривенко Дарія Олександрівна
Дарія Олександрівна Кривенко (?, село Моринці, тепер Звенигородського району Черкаської області — ?) — українська радянська діячка, новатор сільськогосподарського виробництва, зоотехнік колгоспу імені Сталіна Джуринського (Шаргородського) району Вінницької області. Депутат Верховної Ради УРСР 4-го скликання.

## Біографія
Народилася у селянській родині. Закінчила середню школу села Моринці на Черкащині.
Потім закінчила із відзнакою зоотехнікум.
З 1950-х років — зоотехнік Джуринської машинно-тракторної станції (МТС) Джуринського району Вінницької області.
З липня 1954 року — зоотехнік колгоспу імені Сталіна села Писарівки Джуринського (тепер — Шаргородського) району Вінницької області.

## Нагороди
- ордени
- медалі